# 172
Glej tudi: število 172
172 (CLXXII) je bilo prestopno leto, ki se je po julijanskem koledarju začelo na torek.

## Dogodki
- 1. januar